# 玛克西·赫贝尔
玛克西·赫贝尔（德語：Maxi Herber，1920年10月8日—2006年10月20日），德国女子花样滑冰运动员。她曾代表德国参加1936年冬季奥林匹克运动会花样滑冰比赛，搭档恩斯特·拜尔获得双人滑金牌。